# Effet de Haas-Van Alphen
 (juin 2021).
La mise en forme du texte ne suit pas les recommandations de Wikipédia : il faut le « wikifier ».
Les points d'amélioration suivants sont les cas les plus fréquents. Le détail des points à revoir est peut-être précisé sur la page de discussion.
- Les titres sont pré-formatés par le logiciel. Ils ne sont ni en capitales, ni en gras.
- Le texte ne doit pas être écrit en capitales (les noms de famille non plus), ni en gras, ni en italique, ni en « petit »…
- Le gras n'est utilisé que pour surligner le titre de l'article dans l'introduction, une seule fois.
- L'italique est rarement utilisé : mots en langue étrangère, titres d'œuvres, noms de bateaux, etc.
- Les citations ne sont pas en italique mais en corps de texte normal. Elles sont entourées par des guillemets français : « et ».
- Les listes à puces sont à éviter, des paragraphes rédigés étant largement préférés. Les tableaux sont à réserver à la présentation de données structurées (résultats, etc.).
- Les appels de note de bas de page (petits chiffres en exposant, introduits par l'outil «  Source ») sont à placer entre la fin de phrase et le point final[comme ça].
- Les liens internes (vers d'autres articles de Wikipédia) sont à choisir avec parcimonie. Créez des liens vers des articles approfondissant le sujet. Les termes génériques sans rapport avec le sujet sont à éviter, ainsi que les répétitions de liens vers un même terme.
- Les liens externes sont à placer uniquement dans une section « Liens externes », à la fin de l'article. Ces liens sont à choisir avec parcimonie suivant les règles définies. Si un lien sert de source à l'article, son insertion dans le texte est à faire par les notes de bas de page.
- La présentation des références doit suivre les conventions bibliographiques. Il est recommandé d'utiliser les modèles {{Ouvrage}}, {{Chapitre}}, {{Article}}, {{Lien web}} et/ou {{Bibliographie}}. Le mode d'édition visuel peut mettre en forme automatiquement les références.
- Insérer une infobox (cadre d'informations à droite) n'est pas obligatoire pour parachever la mise en page.

Pour une aide détaillée, merci de consulter Aide:Wikification.
Si vous pensez que ces points ont été résolus, vous pouvez retirer ce bandeau et améliorer la mise en forme d'un autre article.
L'effet de Haas-Van Alphen, souvent abrégé à dHvA, est un effet de la mécanique quantique dans lequel la susceptibilité magnétique d'un cristal de métal pur oscille à mesure que l'intensité du champ magnétique B augmente. Il peut être utilisé pour déterminer la surface de Fermi d'un matériau. D'autres quantités oscillent également, comme la résistivité électrique (effet Choubnikov-de Haas), la chaleur spécifique, ou encore l'atténuation du volume et de la vitesse du son,,. L'effet a été nommé en l'honneur de Wander Johannes de Haas et son étudiant Pieter M. van Alphen. L'effet dHvA provient du mouvement orbital des électrons itinérants dans le matériau. Il ne doit pas être confondu avec le diamagnétisme de Landau, qui est provoqué par des champs magnétiques d'intensité bien plus faibles.

## Description
La susceptibilité magnétique d'un matériau est définie comme
{\displaystyle \chi ={\frac {\partial M}{\partial H}}},
où {\displaystyle H} est le champ magnétique externe appliqué, et {\displaystyle M} et l'aimantation du matériau, avec {\displaystyle \mathbf {B} =\mu _{0}(\mathbf {H} +\mathbf {M} )}, où {\displaystyle \mu _{0}} est la perméabilité du vide. À des fins pratiques, le champ appliqué et mesuré sont approximativement les mêmes {\displaystyle \mathbf {B} \approx \mu _{0}\mathbf {H} } (pour peu que le matériau ne soit pas ferromagnétique).
Les oscillations de la susceptibilité, lorsqu'elle est tracée en fonction de  {\displaystyle 1/B}, ont une période {\displaystyle P} (en teslas‑1) qui est inversement proportionnelle à la surface {\displaystyle S} décrite par l'orbite externe sur la surface de Fermi (m‑2), dans la direction du champ appliqué. Cette période est alors donnée par
{\displaystyle P\left(B^{-1}\right)={\frac {2\pi e}{\hbar S}}},
où {\displaystyle \hbar } est constante de Planck, et {\displaystyle e} est la charge élémentaire. Une formule plus précise, appelée équation de Lifshitz-Kosevich, peut être obtenue en utilisant des approches semi-classiques,.
La formulation moderne permet de déterminer expérimentalement la surface Fermi d'un métal à partir de mesures effectuées avec différentes orientations du champ magnétique autour de l'échantillon.

## Histoire
Expérimentalement, l'effet a été découvert en 1930 par W. J. de Haas et P. M. van Alphen lors de l'étude de l'aimantation d'un cristal de bismuth. L'aimantation a oscillé comme fonction de champ. Pour mener leur expérience, leur source d'inspiration avait été l'effet Choubnikov-de Haas, alors découvert il y a peu par Lev Choubnikov (en) et De Haas, qui montrait des oscillations de la résistivité électrique lors de la présence d'un fort champ magnétique. De Haas a alors envisagé que la magnétorésistance devait se comporter d'une manière analogue.
La prédiction théorique du phénomène avait alors été formulée avant l'expérience, la même année, par Lev Landau. Mais ce dernier, pensant que les champs magnétiques nécessaires à sa démonstration ne pouvaient pas encore être créés dans un laboratoire, n'avait jamais cherché à aller au-delà de l'aspect théorique,,,. D'un point de vue mathématique, l'effet avait été décrit en utilisant la quantification de Landau des énergies des électrons soumis à un champ magnétique.  Pour que l'effet se manifeste, cela requiert un champ magnétique homogène et puissant — généralement plusieurs teslas — et une température basse. Quelques années après ses recherches, David Shoenberg demanda à Landau les raisons qui l'on fait penser qu'une démonstration expérimentale n'était pas possible, ce à quoi il lui aurait répondu que Piotr Kapitsa, encadrant de Shoenberg, l'avait convaincu qu'un champ magnétique présentant une telle homogénéité était particulièrement difficile à mettre en œuvre.
Après les années 1950, l'effet dHvA eut un gain d'intérêt dans les milieux de la recherche lorsque Lars Onsager (1952), et, de manière indépendante, Ilya Lifshitz et Arnold Kosevich (1954), eurent mis en évidence que le phénomène pouvait permettre d'obtenir une représentation visuelle de la surface Fermi de métaux,,,. En 1954, Lifshitz et Aleksei Pogorelov ont déterminé la gamme d'applicabilité de la théorie, ainsi que décrits la manière avec laquelle déterminer la forme de n'importe quelle surface de Fermi convexe en mesurant leurs sections extrêmales. Lifshitz et Pogorelov ont également trouvé un lien entre la dépendance de la température des oscillations et la masse de cyclotron d'un électron.
Dans les années 1970, les surfaces de Fermi de la plupart des éléments métalliques avait été reconstruites en utilisant les effets de Haas-Van Alphen et Choubnikov-de Haas.